# Ruta Provincial 14 (Córdoba)

## Generalidades
La Ruta Provincial 14, es una importante vía de comunicación, de la provincia de Córdoba, en la República Argentina, y de jurisdicción provincial. Se encuentra en la región central de la provincia y su trazado en sentido este-oeste, se inicia en la ciudad de Villa Carlos Paz. Luego de cruzar la región de Pampa de Achala, gira hacia el sur, hasta alcanzar el límite con la provincia de San Luis.
Es *la* vía de acceso al Valle de San Javier por excelencia, siendo en este valle, la principal vía de comunicación entre las ciudades de Villa Dolores, Mina Clavero, Cura Brochero y un puñado de localidades.
Su trazado inicia en el centro de la ciudad de Villa Carlos Paz, en la intersección con la  RN 38 . Atraviesa las localidades de San Antonio de Arredondo, Icho Cruz, Mayu Sumaj, Cuesta Blanca, entre otras, y luego de aproximadamente 40 kilómetros, llega al paraje Copina, desde allí, inicia el ascenso y en apenas 14 km de un camino sinuoso, angosto, escarpado y de ripio, asciende hasta casi 2.300 m s. n. m. Este tramo, conocido como el Camino de los Puentes Colgantes, finaliza en el parador El Cóndor, en plena Pampa de Achala, previo paso junto al viejo Hotel El Cóndor, sitio que sirvió para que la comunidad científica se reuniera entre sus paredes en la década de 1940 con fines científicos, y lamentablemente en la actualidad en estado de abandono. Desde este punto en adelante, su trazado original se puede distinguir, pero su uso es casi nulo, utilizando la  RP 34 , hasta alcanzar el paraje Giulio Césare, donde reinicia su propio derrotero, descendiendo por el faldeo occidental, hasta la ciudad de Villa Cura Brochero, por el tramo conocido como El Giulio: un sinuoso trazado de ripio entre rocas de gran tamaño y cerradas curvas. Este tramo y el anteriormente mencionado, fueron utilizados durante muchos años, como tramos de la competencia de rally, del WRC.
Su trazado también es utilizado anualmente para el desplazamiento de la Cabalgata Brocheriana.
El trazado de la ruta original, ya sea ascenso o descenso por el faldeo de la montaña, y el de alta montaña propiamente dicho, fue construido sobre una huella de herradura, que baqueanos y animales dejaban a su paso.
Como dato histórico, junto a esta ruta, en plena Pampa de Achala, se encuentra la primera base de lanzamiento de cohetes de Sudamérica.
Al llegar a la ciudad de Villa Cura Brochero, a esta ruta, se le une la  RP 15 , que posee su kilómetro cero en la ciudad de Villa de Soto. En este punto, la Ruta Provincial 14 cambia su sentido este-oeste, por el de norte-sur, y en forma paralela al cordón montañoso de las Sierras Grandes y más al sur, la Sierras de Comechingones, desarrolla sus últimos kilómetros, atravesando un rosario de localidades, que sin solución de continuidad, van desarrollandose en sus márgenes, hasta alcanzar el kilómetro 180, en el límite con la provincia de San Luis, sitio donde finaliza su recorrido, continuando con un camino vecinal que desemboca en la ciudad de Merlo.

## Traza anterior
Esta ruta llegaba hasta Villa Dolores, pero desde 2010, entre Villa Dolores y Las Tapias, la ruta lleva la denominación de  RP E-88 .
Durante la década de 1990, fueron asfaltados 25 km entre San Javier y La Paz, bajo la antigua numeración: Ruta Provincial 1, y desde esa localidad hasta el límite provincial con San Luis fue hecha de ripio.
En 2003, una nueva traza de 770 metros llega cruzando el Arroyo Piedra Blanca y termina hasta la Avenida Fermín Romero en Piedra Blanca.
La antigua traza de 1,6 km se llama paraje Altos de Piedra Blanca, cruza el mismo arroyo y la calle se denomina Jesús Orozco en la actualidad.

## Traza actual
En 2007 desde La Paz hasta el límite provincial, fue concretado el cordón cuneta y un año después el asfalto. Actualmente se ha asfaltado los 19 km hasta el límite provincial. Toda esta traza de 40 km, desde Las Tapias hasta el límite con San Luis, pasó a ser denominada Ruta Provincial 14.
En 2012, fue repavimentado 25 km desde San Javier hasta La Paz.

## Localidades
A lo largo de su recorrido, esta ruta atraviesa numerosas localidades ubicadas en tres diferentes departamentos, que se detallan a continuación. Aquellas
que figuran en itálica, son cabecera del departamento respectivo. Los datos de población, corresponden al censo.

Las localidades con la leyenda s/d hacen referencia a que no se encontraron datos oficiales.
- Departamento Punilla: Villa Carlos Paz: 62 750, San Antonio de Arredondo: 3.930, Mayu Sumaj: 1.383, Villa Río Icho Cruz: 1.921, Cuesta Blanca: 510, Copina: s/d
- Departamento San Alberto: Villa Benegas: s/d, Villa Cura Brochero: 6.351, Mina Clavero: 9.434, Nono: 2.408, Las Calles: 700, Las Rabonas: 703
- Departamento San Javier: Los Hornillos: 1.228, Las Rosas: 4.116, Las Tapias: 1.936, San Javier/Yacanto: 1.825, La Población: 535, Luyaba: 1.595, La Paz: 3.580, Cruz de Caña: s/d.

## Recorrido
| CONTgq | ABZq+lr | CONTfq |  |  |

|  | TBHFaq | CONTfq |  |  |

|  | BHF |

|  | BHF |

|  | TBHFaq | CONTfq |  |  |

|  | tSTRa-m |

|  | tBHF |

|  | WBRÜCKE1 |

|  | WBRÜCKE1 |

|  | WBRÜCKE1 |

|  | WBRÜCKE1 |

|  | WBRÜCKE1 |

|  | tSTR |

| GRZq | tSTR+GRZq | GRZq |  |  |

|  | tSTR |

|  | tSTRe-m |

| CONTgq | BHFq | ABZqlr | BHFq | ABZq+lr | CONTfq |  |

|  |  |  | tSTRa-m |

|  |  |  | tBHF |

|  |  |  | tSTRe-m |

|  |  |  | BHF |

|  |  | CONTgq | TEEeq |  |

|  |  | WASSERq | WBRÜCKE1 | WASSERq |

|  |  | WASSERq | WBRÜCKE1 | WASSERq |

|  |  |  | BHF |

|  |  |  | ABZgl+l | CONTfq |

|  |  |  | BHF |

|  |  |  | BHF |

|  |  | WASSERq | WBRÜCKE1 | WASSERq |

|  |  | WASSERq | WBRÜCKE1 | WASSERq |

|  |  | WASSERq | WBRÜCKE1 | WASSERq |

|  |  |  | BHF |

|  |  | WASSERq | WBRÜCKE1 | WASSERq |

|  |  |  | STR |

|  |  |  | GRZq | STR+GRZq | GRZq |  |

|  |  |  | STR |

|  |  | WASSERq | WBRÜCKE1 | WASSERq |

|  |  |  | BHF |

|  |  | CONTgq | ABZgr+r | lELC |

|  |  |  | WASSERq | WBRÜCKE1 | WASSERq |  |

|  |  |  | WASSERq | WBRÜCKE1 | WASSERq |  |

|  |  |  |  | BHF |

|  |  |  | WASSERq | WBRÜCKE1 | WASSERq |  |

|  |  | CONTgq | ABZgr+r |  |

|  |  |  | BHF |

|  |  |  | BHF |

|  |  |  | TBHFaq | CONTfq |

|  |  |  | WASSERq | WBRÜCKE1 | WASSERq |  |

|  |  |  | BHF |

|  |  |  | WASSERq | WBRÜCKE1 | WASSERq |  |

|  |  | tCONTgq | TEEeq |  |

|  |  |  | BHF |

|  |  |  | WASSERq | WBRÜCKE1 | WASSERq |  |

|  |  |  |  | TEEaq | CONTfq |  |

|  |  | tCONTgq | TEEeq |  |

|  |  | tCONTgq | TEEeq |  |

|  |  |  | BHF |

|  |  | WASSERq | WBRÜCKE1 | WASSERq |

|  |  | tCONTgq | TEEeq |  |

|  |  |  | BHF |

|  |  | WASSERq | WBRÜCKE1 | WASSERq |

|  |  | WASSERq | WBRÜCKE1 | WASSERq |

|  |  |  | TBHFaq | CONTfq |

|  |  | CONTgq | TBHFeq |  |

|  |  | WASSERq | WBRÜCKE1 | WASSERq |

|  |  |  | BHF |

|  |  |  | BHF |

|  |  |  | BHF |

|  |  |  | BHF |

|  |  |  | STR |

|  |  |  | GRZq | STR+GRZq | GRZq |  |

|  |  |  | STR |

|  |  |  | CONTf |